# Альфонсо Куарон
Альфо́нсо Куаро́н Оро́ско (ісп. Alfonso Cuarón Orozco, нар. 28 листопада 1961) — мексиканський кінорежисер, сценарист і продюсер. Номінант премії «Оскар», володар нагороди Венеційського кінофестивалю за сценарій фільму «І твою маму теж» (2001) та «Золотого лева» за фільм «Рома» (2018). Лауреат премії «Оскар» 2013 року у номінаціях Найкраща режисерська робота та Найкращий монтаж за фільм «Гравітація». Переможець премії «Оскар» 2019 року у номінації «Найкращий режисер» та «Найкращий оператор» за фільм «Рома».

## Біографія
Народився 28 листопада 1961 у Мехіко у родині ядерного фізика Альфредо Куарона.
Альфонсо Куарон вивчав філософію та кінематографічне мистецтво в Національному Університеті Мехіко. Закінчивши його, працював на мексиканському телебаченні, спочатку техніком, а потім режисером.
1991 року відбувся його дебют на великому екрані — фільм Solo con tu pareja (дослівно — «Тільки з твоїм партнером»). Фільм став хітом в Мексиці та отримав добрі відгуки по всьому світі. Режисер Сідні Поллак був настільки вражений фільмом, що у 1993 року запросив Куарона знімати епізод у телесеріалі «Fallen Angels», над яким також працювали Стівен Содерберг, Джонатан Каплан, Пітер Богданович та Том Хенкс.
1995 року Куарон закінчив свій перший художній фільм, випущений в США — Маленька принцеса — адаптовану версію класичного роману Френсіса Ходжсона Баррета. Наступним фільмом також була екранізація — сучасна версія «Великих сподівань» Чарльза Діккенса з Ітаном Хоуком, Гвінет Пелтроу і Робертом де Ніро у головних ролях.
Наступним проєктом, який змусив режисера повернутися в Мексику, була комедія «І твою маму теж» («Y tu mama también»). Стрічка стала міжнародним хітом та отримала схвальні рецензії критиків. За цей фільм Куарон разом з братом-співавтором Карлосом номінувався на «Оскар» за «Найкращий оригінальний сценарій».
2003 року Альфонсо Куарон зняв третій фільм із серії про Гаррі Поттера — «Гаррі Поттер і в'язень Азкабану». Куарон зазнав критики деяких фанатів Поттера, які не поділяли його бачення фільму, але авторка книги Джоан Роулінг заявила, що їй екранізація сподобалася. Загалом фільм критики сприйняли краще за попередників. Більшість фанатів Гаррі Поттера вважають Альфонсо Куарона найкращим режисером серії про Гаррі Поттера[джерело?].
Ще один проєкт Куарона — фільм «Останній нащадок Землі» — адаптація роману Філліс Дороті Джеймс отримав схвалення критиків та численні нагороди, зокрема три номінації на «Оскар» та номінацію на «Золотого лева».
Також 2006 року Альфонсо Куарон виступав продюсером фільму «Лабіринт Фавна», за який отримав премію BAFTA.
2008 року Альфонсо Куарон був у журі Каннського кінофестивалю. Саме у цей час він разом з Гільєрмо дель Торо та Алехандро Гонсалесом Іньярріту заснував кінокомпанію «CHA CHA CHA films», перші п'ять стрічок якої згодилася профінансувати студія Universal Pictures. Першим фільмом кінокомпанії став «Rudo y Cursi» (2008).
У 2018 році Куарон поставив чорно-білий фільм «Рома» про життя простої мексиканської родини, яка мешкає в Мехіко у 1970-х роках. Стрічка брала участь в основній конкурсній програмі 75-го Венеційського міжнародного кінофестивалю та отримала там «Золотого лева».

## Фільмографія
Режисер
- 1983 — / Who's He Anyway (короткометражний)
- 1983 — / Cuarteto para el fin del tiempo  (короткометражний)
- 1989 — Побачення зі смертю / Cita con la muerte
- 1988—1990 — Визначена година / Hora Marcada (телесеріал, 3 епізоди)
- 1991 — Тільки з твоїм партнером / Solo con tu pareja
- 1993 — Грішні ангели / Fallen Angels (телесеріал, 1 епізод)
- 1995 — Маленька принцеса / A Little Princess
- 1998 — Великі сподівання / Great Expectations
- 2001 — І твою маму теж / Y tu mama tambien
- 2004 — Гаррі Поттер і в'язень Азкабану / Harry Potter and the Prisoner of Azkaban
- 2006 — Париж, любов моя (епізод «Парк Монсо») / Paris, je t'aime (Parc Monceau)
- 2006 — Останній нащадок Землі / Children of Men
- 2013 — Гравітація / Gravity
- 2018 — Рома / Roma

Продюсер
- 1988 — Визначена година / Hora Marcada
- 1991 — Довга дорога в Тіхуану / Camino largo a Tijuana
- 1991 — Тільки з твоїм партнером / Solo con tu pareja
- 2001 — І твою маму теж / Y tu mama tambien
- 2004 — Хроніки/ Cronicas
- 2004 — Замах на Річарда Ніксона / The Assassination of Richard Nixon
- 2006 — Лабіринт Фавна / El Laberinto del Fauno
- 2007 — Year of the Nail
- 2008 — Рудо і Курсі
- 2010 — Академія Амбрелла / The Umbrella Academy
- 2010 — Б'ютифул / Biutiful
- 2018 — Рома / Roma
- 2020 — Відьми / The Witches
- 2022 — Реймонд і Рей / Raymond and Ray

Сценарист
- 1983 — / Who's He Anyway
- 1983 — / Cuarteto para el fin del tiempo
- 1988—1990 — Визначена година / Hora Marcada (4 епізоди)
- 1991 — Тільки з твоїм партнером / Solo con tu pareja
- 1997 — Систола і діастола / Sistole Diastole
- 2001 — І твою маму теж / Y tu mama tambien
- 2006 — Париж, любов моя (епізод «Парк Монсо») / Paris, je t'aime (Parc Monceau)
- 2006 — Останній нащадок Землі / Children of Men
- 2013 — Гравітація / Gravity
- 2018 — Рома / Roma

## Громадська позиція
У липні 2018 підтримав петицію Асоціації французьких кінорежисерів на захист ув'язненого у Росії українського режисера Олега Сенцова